# Représentation féminine à l'Assemblée constituante de Géorgie

Armoiries de la République démocratique de Géorgie.

La représentation féminine à l’Assemblée constituante de Géorgie, forte de cinq députées, est la conséquence du droit de vote des femmes décidé par l’assemblée parlementaire provisoire (26 mai 1918 au 12 mars 1919) de la République démocratique de Géorgie (26 mai 1918 au 16 mars 1921), en prévision des élections de février 1919 et par anticipation aux droits constitutionnels votés le 21 février 1921. 

## Contexte politique
Après la révolution russe de février 1917 qui fait tomber l’Empire russe — le territoire géorgien était annexé depuis 1801 —, après le coup d’état bolchévique d’octobre 1917 à Petrograd, l’institution d’une assemblée parlementaire provisoire pour la Transcaucasie le 10 février 1918 à Tiflis et l’institution d’une assemblée parlementaire provisoire pour la Géorgie (émanation du Conseil national géorgien) le 26 mai 1918 — ces deux dernières assemblées sont constituées des députés élus le 25 novembre 1917 sur les territoires concernés lors des élections de l’Assemblée constituante russe dissoute par Lénine le 17 janvier 1918 —, la République démocratique de Géorgie, gouvernée par une coalition sociale-démocrate, sociale-fédéraliste et nationale-démocrate, décide de l'élection d’une Assemblée constituante sur le territoire géorgien. 
Par anticipation aux droits constitutionnels instaurés le 21 janvier 1921, la coalition politique donne le droit de vote aux hommes et aux femmes de plus de 20 ans, de nationalité géorgienne ou de nationalité étrangère résidant depuis plus de deux années sur le territoire géorgien. L’Assemblée constituante siège pour sa première séance le 12 mars 1919 et elle est composée initialement de 109 députés sociaux-démocrates (dont 5 femmes), de 8 députés sociaux-fédéralistes, de 8 députés nationaux-démocrates et de 5 députés sociaux-révolutionnaires.

## Aspect sociologique
L’évolution de la condition féminine en Géorgie a été encadrée par les traditions séculaires et par l’influence de l'Église de Géorgie. Au chapitre des traditions, les danses géorgiennes, particulièrement chevaleresques, privilégient pour les femmes des rôles d’élégance, de grâce et de douceur ; les tables géorgiennes, dite Soupra, accueillent des chefs de table masculins, dit Tamada; la plus grande reine de l’histoire de la Géorgie, Tamar de Géorgie (1160-1213), est entrée dans l’histoire sous le nom de Tamar le roi. L’Église de Géorgie ordonne exclusivement des hommes ; durant les cérémonies religieuses les femmes sont séparées des hommes et portent un foulard sur la tête. Le début du XXe siècle a vu la situation évoluer ;  l’éducation et l’instruction ont commencé à lever une partie des interdits qui excluaient les femmes de certains métiers, et de certains comportements ;  la nécessité économique —  aggravée par le départ sur les fronts allemands et ottomans de près de 300 000 hommes géorgiens — a également constitué un facteur d’évolution ; l’ouverture à l’étranger, en particulier au monde européen, réservée à une classe privilégiée ou à une classe révolutionnaire, a aussi guidé l’émancipation politique. Ces trois facteurs se retrouveront d’ailleurs pour les Géorgiennes tout au long du XXe siècle,.

## Elisabeth (Liza) Nakachidzé (1885-1937), épouse Bolkvadzé
Elisabeth Nakachidzé (ელისაბედ ნაკაშიძე en géorgien, Elisabet Nakashidze en anglais) naît à Ozourguéti et effectue des études d’infirmière. Après la révolution de 1905, elle est déportée et revient en Géorgie en 1917. Le 20 mars 1917 elle est élue présidente de l’association des femmes de Gourie. Elle se présente aux élections de l’Assemblée constituante du 14 février 1919, est élue et siège jusqu’au 16 mars 1921. Après l'invasion du territoire géorgien par l'Armée rouge, elle est déportée une deuxième fois en 1923 et revient en Géorgie en 1925.  Elle est ensuite arrêtée une troisième fois en 1926 pour activité antisoviétique et condamnée  à l’exil dans la région sibérienne de Krasnoïarsk, d’où elle revient en 1933. Elle est arrêtée une quatrième fois en 1936, transférée dans la région de l’Oural avec d’autres militants clandestins sociaux-démocrates, jugée pour activités contre-révolutionnaires en liaison avec l’étranger et condamnée à 5 ans d’exil à nouveau dans la région sibérienne de Krasnoïarsk. Elle meurt sous le feu d’un peloton d’exécution le 22 février 1937. Elle est réhabilitée en 1956,.

## Christiné (Tchito) Charachidzé (1887-1973)
Christiné Charachidzé (ქრისტინე  შარაშიძე en géorgien,  Kristine  Sharashidze en anglais) naît dans la région d’Ozourguéti, dans  le village de Bakhvi ; elle est exclue du Collège de jeunes filles de Koutaïssi en 1904 pour agitation politique. Lors des affrontements entre Arméniens et Azeris de 1905 à Tiflis, elle participe à une équipe volante de secours médical. Elle devient membre d’une association de littérature géorgienne et du Parti social-démocrate. Elle se présente aux élections de l’Assemblée constituante du 14 février 1919, est élue et siège jusqu’au 16 mars 1921 : elle assure le secrétariat de l’assemblée et est membre de trois commissions parlementaires, dont celle de l’éducation nationale. Après l’invasion de l’Armée rouge, elle est arrêtée deux fois  pour activité antisoviétique, puis relâchée. Le 23 mars 1921, elle est arrêtée une troisième fois pour avoir fomentée une grève dans une école de Tiflis à la date anniversaire de l’occupation, emprisonnée et relâchée six mois plus tard pour mauvaise santé. Elle reprend ses études  en 1927 à l’Université d’État de Tiflis, dans le domaine de la littérature et de la langue géorgiennes, en sort diplômée en 1931 et intègre le musée d’ethnographie et d’histoire. Elle s’intéresse aux manuscrits anciens et publie différents ouvrages historiques,.

## Anna (Ola) Sologhachvili (1882-1937)
Anna Sologhachvili (ანნა სოლოღაშვილი en géorgien, Anna Sologashvili en anglais) est institutrice lorsqu’elle devient membre du Parti social-démocrate en 1903 et rejoint la tendance Menchevik. Elle est arrêtée plusieurs fois à l’époque tsariste.  Elle est d’abord membre de l’assemblée parlementaire géorgienne provisoire du 26 mai 1918, et à ce titre est l’une des signataires de l’Acte d’indépendance de la Géorgie.  Elle se présente ensuite aux élections de l’Assemblée constituante du 14 février 1919, est élue et siège jusqu’au 16 mars 1921 : elle œuvre à  la Commission des publications et à la bibliothèque de l’assemblée.  Après l’invasion du territoire géorgien par l’Armée rouge, elle reprend son métier d’institutrice, tout en continuant clandestinement la résistance. Elle est arrêtée en 1937, accusée d’antisoviétisme,  d’anti-collectivisme, de chauvinisme et de liens avec l’étranger : elle meurt sous le feu du peloton d’exécution.  

## Eléonore (Lola) Ter Parsegova (1875-193?), épouse Makhviladzé
Eléonore Ter Parsegova (ელეონორა  ტერ-ფარსეგოვა en géorgien, Eleonora Ter Parsegova en anglais) naît à Tiflis le 18 août 1875 et effectue ses études au Collège des filles.  Elle rejoint le Parti social-démocrate en 1902. Elle déménage à Soukhoumi et prend une part active à la révolution de 1905 au cours de laquelle le régime tsariste perd le contrôle de la ville : elle est emprisonnée en 1908 et à nouveau deux fois avant la révolution russe de février 1917. Elle se présente ensuite aux élections de l’Assemblée constituante du 14 février 1919, est élue  et siège jusqu’au 16 mars 1921 : elle participe à la commission parlementaire travail et santé. Après l’invasion du territoire géorgien par l’Armée rouge, elle s’implique dans le mouvement antisoviétique et est élue en 1925 au comité central du Parti social-démocrate clandestin.  Elle est arrêtée en 1926 et déportée en Sibérie. Elle revient en Géorgie durant les années 1930. Sa date de décès est inconnue.

## Minadora Ordjonikidzé (1979-1967), épouse Torochélidzé
Minadora Ordjonikidzé (მინადორა ორჯონიკიძე en géorgien, Minadora Orjonokidze en anglais) naît à Gorecha, en Imérétie dans une famille noble et effectue ses études secondaires au Collège des filles de Koutaïssi.  Elle est envoyée à Genève en 1901  pour y poursuivre ses études de médecine, s’intéresse au marxisme et épouse Malakia Torochélidzé. De retour en Géorgie en 1905, elle entre en conflit idéologique avec son mari, militant bolchévique alors qu’elle milite du côté menchévique. Après la révolution de 1905, elle est un temps en mission à Bakou, puis retourne à Genève terminer ses études. Elle revient, diplômée, en 1914 et exerce son métier d’abord à Samtredia, puis à Tiflis.  Elle se présente aux élections de l’Assemblée constituante du 14 février 1919, est élue et siège jusqu’au 16 mars 1921. Après l’invasion du territoire géorgien par l’Armée rouge, elle s’engage dans la Croix rouge et dans une association caritative américaine (Americain Relief Administration, soupçonnée de lutte clandestine contre le régime soviétique). En 1924, elle est accusée d’antisoviétisme et exilée à Moscou. Elle est arrêtée le 13 octobre 1936, quatre jours après son mari Malakia et un jour avant son fils aîné Guiorgui tous deux meurt sous le feu d'un peloton d’exécution. En 1937, son fils cadet, Levani, est arrêté et exécuté. Minadora est envoyé en exil au Kazakhstan et revient à Tiflis en 1950. Elle est réhabilitée en 1956.

## Héritage
Depuis la restauration de l’indépendance de la Géorgie en 1991, les différents Parlements de Géorgie ont compté chacun une vingtaine des femmes députés, alors que le nombre total de députés diminuait de 250 à 150, ce qui représente aujourd’hui un pourcentage de l’ordre de 15%; aux élections législatives d'octobre 2016 22 femmes sont élues députés sur 150. L’instauration d’un quota minimum de femmes en politique est une revendication soulevée par une partie de la société civile géorgienne.  Nino Bourdjanadzé a été présidente du Parlement de 2001 à 2008, et à ce titre présidente de la République par intérim à deux reprises. Plusieurs femmes ont exercé et exercent les fonctions de ministres, ainsi que celles d’ambassadeurs auprès des pays étrangers ou de représentants auprès des institutions internationales. Depuis le 16 décembre 2018, une femme est présidente de la République de Géorgie, Salomé Zourabichvili.